# We Too Are One
We Too Are One – album brytyjskiego duetu Eurythmics, wydany w 1989 roku.

## Ogólne informacje
Był to ósmy album studyjny Eurythmics i ostatni przed rozpadem zespołu w 1990 roku. Zawierał utwory utrzymane w stylu pop-rockowym i stylistycznie nawiązywał nieco do albumów Be Yourself Tonight i Revenge. Płytę promowało pięć singli, z których najpopularniejsze to „Revival”, „Angel” i „Don’t Ask Me Why”. Po wydaniu płyty zespół wyruszył w pożegnalną trasę koncertową, nazwaną Revival Tour. Po tym tournée zespół zawiesił działalność na prawie całą dekadę.
Płyta spotkała się generalnie z dobrym przyjęciem przez publiczność, debiutując w Wielkiej Brytanii na miejscu 1. listy sprzedaży, choć opinie krytyków były w większości nieprzychylne.
14 listopada 2005 wytwórnia Sony BMG wydała ekskluzywne reedycje ośmiu pierwszych albumów studyjnych Eurythmics wzbogacone o dodatkowe utwory, w tym We Too Are One z nagraniami ze stron B singli oraz niepublikowanym wcześniej utworem.

## Lista utworów
1. „We Two Are One” – 4:32
2. „The King and Queen of America” – 4:31
3. „(My My) Baby’s Gonna Cry” – 4:54
4. „Don’t Ask Me Why” – 4:21
5. „Angel” – 5:10
6. „Revival” – 4:06
7. „You Hurt Me (And I Hate You)” – 4:23
8. „Sylvia” – 4:44
9. „How Long?” – 4:41
10. „When the Day Goes Down” – 5:57

Dodatkowy materiał (reedycja z 2005 roku)
11. „Precious” – 3:36
12. „See No Evil” – 4:14
13. „The King and Queen of America” (Dance Remix) – 6:11
14. „Angel” (Choir Version) – 5:47
15. „Last Night I Dreamt That Somebody Loved Me” – 3:24

## Twórcy
Eurythmics
- Annie Lennox – śpiew
- David A. Stewart – śpiew, gitara

Muzycy towarzyszący
- Charlie Wilson – wokal wspierający
- Chucho Merchán – gitara basowa
- Pat Seymour – syntezator
- Olle Romo – perkusja

## Single
- 1989: „Revival”
- 1989: „Don’t Ask Me Why”
- 1990: „The King and Queen of America”
- 1990: „Angel”
- 1990: „(My My) Baby’s Gonna Cry”

## Pozycje na listach
| Kraj              | Pozycja |
| ----------------- | ------- |
| Wielka Brytania   | 1       |
| Stany Zjednoczone | 34      |
| Niemcy            | 4       |
| Szwajcaria        | 2       |
| Austria           | 20      |
| Włochy            | 6       |
| Szwecja           | 1       |
| Norwegia          | 3       |
| Australia         | 7       |
| Nowa Zelandia     | 8       |

## Certyfikaty i sprzedaż
| Kraj                      | Certyfikat      | Sprzedaż |
| ------------------------- | --------------- | -------- |
| Australia (ARIA)          | platynowa płyta | 70 000+  |
| Francja (SNEP)            | złota płyta     | 100 000+ |
| Hiszpania (Promusicae)    | złota płyta     | 50 000+  |
| Kanada (MC)               | platynowa płyta | 100 000+ |
| Szwajcaria (IFPI Schweiz) | złota płyta     | 25 000+  |
| Szwecja (GLF)             | platynowa płyta | 100 000+ |
| Wielka Brytania (BPI)     | platynowa płyta | 600 000+ |